# Kuća Europe u Zagrebu
Kuća Europe informativna je ustanova na Europskom trgu u Zagrebu, sjedište predstavništva Europske komisije u Hrvatskoj. Nalazi se u Cesarčevoj ulici 4 – 6.
Otvorena je ponedjeljka 1. srpnja 2013., na prvi dan članstva Hrvatske u Europskoj uniji. Predstavlja mjesto gdje građani mogu dobiti sve informacije o Europskoj uniji i pravima koja im pripadaju kao građanima Europske unije. Druga namjena je da građanima služi za izražavanje mišljenja i diskusija o radu EU-a. Namijenjena je svim građanima i mjesto je dijaloga Europske unije s njenim građanima. U Kući je Ured za informiranje Europskog parlamenta u Hrvatskoj i Stalno predstavništvo Europske unije u Republici Hrvatskoj. Ustanova je otvorena u Ban centru u središtu Zagreba. Otvaranju su nazočili ondašnji hrvatski premijer Zoran Milanović, Martin Schulz, predsjednik Europskog parlamenta, Jose Manuel Barroso, predsjednik Europske komisije, Othmar Karas, potpredsjednik EP-a i Viviane Reding, potpredsjednica EK-a, potpredsjednica Vlade RH i ministrica vanjskih i europskih poslova Vesna Pusić te povjerenik Europske komisije za proširenje Štefan Füle.
Prvotna adresa bila je Cesarčeva 6 Još kada je otvorena Kuća Europe, koju dijele Europska komisija i Europski parlament, postojala je zamisao da se prostor ispred nje nazove Europskim trgom. Nakon što je uređena Vlaška, Kurelčeva, Cesarčeva i Bakačeva ulica, preimenovani Europski trg otvoren je 25. ožujka 2017., na 60. obljetnicu potpisivanja Rimskih ugovora, koje se uzima za nadnevak osnivanja organizacije preteče Europske unije.